# Andrew Lowe
Andrew Lowe, kanadski geofizik in ljubiteljski astronom, * 1959.

## Delo
Lowe je ljubitelski astronom, ki je odkril 500 asteroidov. V njegovo čast so poimenovali asteroid 4091 Lowe.